# Kunenova bariéra
Kunenova bariéra je tvrzení teorie množin (kardinální aritmetiky), které stanovuje nejzazší horní hranici velikosti takzvaných velkých kardinálů, jejichž existence je bezesporná s axiomy Zermelo-Fraenkelovy teorie množin s axiomem výběru (ZFC). Byla dokázána americkým matematikem Kennethem Kunenem.

## Znění
Kunenova bariéra je dokazatelná v ZFC a zní takto:
Elementární vnoření univerza do sebe je identita.

## Vysvětlení
Většina „velmi velkých“ velkých kardinálů je definována pomocí pojmu „elementárního vnoření univerza do tranzitivní třídy (vlastní podtřídy univerza)“. Existence takového kardinálu vynucuje existenci tohoto vnoření. Kunenova bariéra je tedy zárukou neexistence (v ZFC) tak velkých kardinálů, které by vynucovaly existenci elementárního vnoření univerza do sebe. Takové kardinály ovšem mohou existovat v teorii množin bez axiomu výběru - příkladem může být Reinhardtův kardinál, který je největší ze všech (běžně známých) velkých kardinálů.